# Lasioglossum jameseae
Lasioglossum jameseae là một loài Hymenoptera trong họ Halictidae. Loài này được Cockerell mô tả khoa học năm 1933.